# Birminghamský válivý rejdič
Birminghamský válivý rejdič, též birminghamský rejdič či birminghamský roler, je plemeno holuba domácího charakteristické svým talentem pro vzdušnou akrobacii. Ve skupině válivých rejdičů patří k těm nejlepším: nejprve vyletí do výšky a pak začne provádět opakované přemety vzad, přičemž po šňůře padá k zemi. Při vhodném tréninku není birminghamský rejdič ani špatný vytrvalostní letec. V seznamu plemen EE a v českém vzorníku plemen náleží mezi rejdiče a to pod číslem 0918.
Birminghamský rejdič pochází z Anglie, z okolí města Birmingham, mezi jeho předky patří orientální roler a původní anglický tippler. Je to typický výkonný rejdič: menší holub jednoduché stavby těla, kterou připomíná skalního holuba. Hlava je malá, zakulacená, zobák středně dlouhý. Křídla pevně přiléhají a kryjí hřbet, ocas je úzce složený a nesený v linii hřbetu. Nemá žádné pernaté ozdoby. Peří bývá nejčastěji strakaté, nebo tzv. mandlové, tříbarevné.
Chov současného birminghamského rejdiče je veden třemi směry: přednost se dává výkonným, sportovně upotřebitelným holubům, kteří se specializují buď na vzdušnou akrobacii, nebo na vytrvalost. Třetím směrem je okrasný chov pro výstavy.
Jsou to důvěřiví, nenároční ptáci. K využití v závodech válivých rejdičů by měli být vypouštěni v hejnech čítajících asi 20 holubů a to po dobu třicet minut. Mohou létat jak z vlastního holubníku, tak z přenosné bedny.